# Krzysztof Kolumb (anime)
Krzysztof Kolumb lub Krzysztof Kolumb - odkrycie Ameryki (jap. Bokensha) – japońsko-włoski serial animowany wyprodukowany w 1991 roku przez Nippon Animation i Mondo TV w reżyserii Fumio Kurokawa.

## Fabuła
Serial anime opisujący historię życia Krzysztofa Kolumba.

## Obsada (głosy)
- Bin Shimada jako dorosły Krzysztof Kolumb
- Toshiyuki Morikawa jako młody Krzysztof Kolumb
- Naoko Matsui jako Felipa
- Yūko Mizutani jako Beatrix

## Wersja polska
W Polsce serial emitowany był na kanałach TVP1 i PTK 2. Został wydany na VHS. Dwie kasety. Dystrybucja: Eurocom.